# Liste des élections fédérales canadiennes
Ceci est une liste des résultats des élections fédérales canadiennes depuis 1867.
Pour plus de détails incluant les résultats par province et les résultats des partis et candidats n'ayant remporté aucun siège, veuillez consulter les articles traitant des élections individuelles.

## Liste des élections
Les résultats des troisième, quatrième et cinquièmes partis sont inclus dans « Autres » si le parti n'a pas gagné au moins 4 sièges à une élection dans son histoire. Les résultats des partis arrivés sixième et plus (comme lors de l'élection de 1926) sont aussi inclus dans « Autres », tout comme les députés indépendants.
|         |                                                                                | \| Légende \| Légende \| Légende \| Légende \| Légende \| \| ------- \| --------------------------------------------------------------------------------- \| ------- \| ------------------------------------------------------------------------- \| ------- \| \| \| Libéraux-conservateurs Conservateurs (historiques)[1] Progressistes-conservateurs \| \| Libéraux \| \| \| \| Coalition unioniste \| \| Libéral-progressiste \| \| \| \| Conservateurs (modernes) \| \| Anti-confédération \| \| \| \| Réformistes \| \| United Farmers \| \| \| \| Alliance canadienne \| \| Fédération du commonwealth coopératif Parti social démocratique du Canada \| \| \| \| Progressistes \| \| Néo-démocrates \| \| \| \| Crédit social Ralliement des créditistes \| \| Bloc québécois \| \| |                                                                           |
| Légende |                                                                                | |                                                                           |
|         | Libéraux-conservateurs Conservateurs (historiques) Progressistes-conservateurs | | Libéraux                                                                  |
|         | Coalition unioniste                                                            | | Libéral-progressiste                                                      |
|         | Conservateurs (modernes)                                                       | | Anti-confédération                                                        |
|         | Réformistes                                                                    | | United Farmers                                                            |
|         | Alliance canadienne                                                            | | Fédération du commonwealth coopératif Parti social démocratique du Canada |
|         | Progressistes                                                                  | | Néo-démocrates                                                            |
|         | Crédit social Ralliement des créditistes                                       | | Bloc québécois                                                            |

### Premiers pas (1867-1891)
Dans les années qui suivent la Confédération, le Parti conservateur et son chef John A. Macdonald dominent la vie politique. Les libéraux ne sont alors pas un parti politique vraiment structuré, mais plutôt une somme d'intérêts opposés au gouvernement de la Confédération, tels que des intérêts financiers ou, au Québec, l'Église catholique.

### Débats à propos de la politique étrangère (1896-1917)
Wilfrid Laurier fait du Parti libéral un véritable parti organisé, au même titre que les conservateurs, et remporte quatre majorités successives. Cette période est caractérisée par l'ascendance de Laurier sur le parti libéral, qui ne passera les rênes du parti à son successeur qu'en 1919.
Le Canada se retrouve maintes fois divisé en deux camps : d'un côté, les anglophones prônent un soutien actif du Canada au Royaume-Uni alors que de l'autre les Canadiens français réclament un plus grand isolationnisme du pays dans la conduite de ses affaires extérieures. Ce clivage est exacerbé lors de la guerre des Boers de 1899 et, de façon beaucoup plus virulente à l'approche de la Première Guerre mondiale. En 1911, le gouvernement Laurier chute lorsque sa proposition de construire une marine de guerre pour appuyer le Royaume-Uni dans sa course aux armements avec l'Allemagne est considérée comme faible par les Canadiens anglais mais trop pour les Canadiens-français. Le débat autour de la participation du Canada à la Première Guerre mondiale a des conséquences plus douloureuses encore : la conscription est finalement imposée en 1917, après d'amères élections qui voient s'opposer le gouvernement d'union nationale de Borden, qui est favorable, à Laurier et les libéraux qui lui sont restés fidèles, opposés à la conscription et représentant principalement le Québec.

### Affirmation du Canada à l'international (1921-1962)
Cette période est marquée par le leadership du premier ministre William Lyon Mackenzie King, dont le Parti libéral occupe le pouvoir pendant 31 années, contre 11 pour les conservateurs.
Le Canada obtient son siège à la Société des Nations en 1921 et se fait une place importante dans les relations internationales. La Grande Dépression provoque la chute du gouvernement Mackenzie King. Il revient au pouvoir en 1935, juste avant que le Canada ne s'engage dans la Seconde Guerre mondiale. Mackenzie King démissionne en 1948 et son successeur, Louis St-Laurent, affirme la position du Canada sur la scène internationale.

### Débats constitutionnels (1963-1988)
Après Lester B. Pearson et l'adoption du drapeau unifolié en 1965, cette période est marquée par les figures de Pierre Elliott Trudeau et de Brian Mulroney, deux Québécois, et un débat constitutionnel qui donne lieu au référendum sur la souveraineté-association du Québec en 1980, au rapatriement de la Constitution en 1982 et les échecs des Lac Meech et de Charlottetown.
Parallèlement, le Canada débat de son adhésion à l'ALÉNA et la droite canadienne prend un tournant libertarien avec la montée en puissance du Parti réformiste.

### Reconfiguration de la carte politique (1993-2016)
L'élection de 1993 est un tremblement de terre politique : les conservateurs, majoritaires aux élections précédentes, remportent seulement deux députés et le NPD passe sous la barre des 10 sièges alors que deux nouveaux partis, le Parti réformiste et le Bloc québécois, sont les principaux partis d'opposition aux libéraux, qui remportent trois majorités consécutives.
Le débat politique est dominé par la lutte contre le déficit du gouvernement fédéral et le référendum sur la souveraineté du Québec de 1995, perdu de peu par le camp séparatiste. La réunification des partis de droite en 2003, sous la bannière du nouveau parti conservateur, lui permet de revenir au pouvoir sous la direction de Stephen Harper, d'abord avec une minorité puis une majorité en 2011. Lors de cette dernière élection, le NPD dirigé par Jack Layton réussit à devenir l'opposition officielle, alors que les libéraux réalisent la pire performance de leur histoire.